# Nemesszalók
Nemesszalók je vas na Madžarskem, ki upravno spada pod podregijo Pápai Županije Veszprém.